# Alexandru Neagu
Alexandru Neagu (Bucarest, 19 luglio 1948 – Bucarest, 17 aprile 2010) è stato un calciatore rumeno, di ruolo attaccante.

## Carriera

### Club
Ha espletato tutta la sua carriera con il Rapid Bucarest, rimanendovi per 13 stagioni, vincendo un campionato, due Coppe di Romania e una Coppa dei Balcani, oltre ad un'edizione del campionato di seconda serie rumena.

### Nazionale
Ha preso parte, insieme alla Nazionale rumena, al campionato del mondo 1970 segnando una rete nella vittoria 2-1 sulla Cecoslovacchia. 
In Nazionale ha totalizzato 14 presenze segnando 4 gol.

## Palmarès

### Club

#### Competizioni nazionali
- Campionato rumeno: 1

Rapid Bucarest: 1966-1967
- Coppe di Romania: 2

Rapid Bucarest: 1971-72, 1974-75
- Campionato di Divizia B: 1

Rapid Bucarest: 1974-75

#### Competizioni internazionali
- Coppa dei Balcani: 1

Rapid Bucarest: 1965-1966